# Liste der Klöster, Stifte und Komtureien in Mecklenburg-Vorpommern
Die Liste der Klöster, Stifte und Komtureien enthält ehemalige und bestehende Ordensniederlassungen im heutigen Mecklenburg-Vorpommern.

## Historische Klöster, Stifte und Komtureien
Diese Liste ist teilweise chronologisch sortiert und weitestgehend vollständig.
| Name                                 | Ort Koord.                                         | Bestehen               | Orden                                               | Besonderheiten, spätere Nutzung | Abbildung |
| ------------------------------------ | -------------------------------------------------- | ---------------------- | --------------------------------------------------- | --- | --------- |
| Nonnenkloster auf der Mecklenburg    | Mecklenburg (Burg)                                 | 10. Jahrhundert        | Benediktiner                                        | Ältestes bekanntes Kloster in Mecklenburg, an der Petrikirche in der Burg, von der abodritischen Prinzessin Hodica als Äbtissin geleitet. |           |
| Kloster Stolpe                       | Stolpe an der Peene Koord.                         | 1153–1534              | Benediktiner, Zisterzienser                         | Erstes bekanntes Kloster in Pommern, durch Herzog Ratibor I. und Bischof Adalbert von Pommern als Benediktinerkloster gegründet. 1304 trat der Konvent unter Abt Ditmar zum Zisterzienserorden über. Nach dem Tod des letzten Abts Matthias 1534 säkularisiert. Im Dreißigjährigen Krieg 1637 durch Brand zerstört. 1807 in Privathand. Ruine des westlichen Turmunterbaues vorhanden. |           |
| Kloster Grobe                        | Usedom Koord.                                      | 1151/1155–vor 1177     | Prämonstratenser                                    | Durch pommerschen Herzog Ratibor I. nach 1150 gegründet, schon 1177 verödet. Durch Herzog Bogislaw IV. 1307 genehmigte Verlegung nach Pudagla 1309 abgeschlossen. Im Zuge der Reformation 1535 aufgelöst und in ein Amt verwandelt. |           |
| Kloster Broda                        | Neubrandenburg Koord.                              | 1170/1240–1551         | Prämonstratenser                                    | Fürst Kasimir I. von Pommern stiftete 1170 das Kloster, es wurde 1240 errichtet und war ein Chorherrenstift des Prämonstratenserordens. 1537 Inventarisierung des Stiftsvermögens, im Zuge der Reformation 1551 säkularisiert und in ein herzogliches Amt umgewandelt, letzte mittelalterlichen Baureste im 18. Jahrhundert beseitigt. |           |
| Schweriner Domkapitel                | Schwerin Koord                                     | vor 1171–1648          | Domkapitel St. Maria, St. Johannis                  | Bau der Bischofskirche ab 1171 mit Bischof Berno, 1248 Kirchweihe. Das Domkapitel war nicht an Klausur gebunden, hatte zwölf hohe Domgeistliche, einen Dompropst mit Dompropstei. 1559 Domherrenhöfe für Geistliche und Kirchendiener. 1552 erster protestantischer Gottesdienst im Dom, 1648 Auflösung des Schweriner Domkapitels. |           |
| Kloster Doberan                      | Bad Doberan Koord.                                 | 1171–1552              | Zisterzienser                                       | Von Bischof Berno von Schwerin und Fürst Pribislaw 1171 in Althof (Alt Doberan) gegründet, durch Heinrich Borwin I. 1186 im heutigen Doberan neuerrichtet, 1552 neben Doberan auch der Doberaner Hof in Rostock säkularisiert, 1637 geplündert und beschädigt, einige Klostergebäude abgetragen und die Backsteine beim Schlossbau in Güstrow verwendet. |           |
| Kloster Dargun                       | Dargun Koord.                                      | 1172/1209–1552/56      | Zisterzienser                                       | 1199 nach Eldena verlegt, 1209 Wiedererstehen mit Doberaner Zisterziensern, von 1552 bis 1556 Säkularisation, danach Umbau zur Renaissanceschlossanlage, 1945 Kirche und Schloss durch Brandstiftung fast völlig vernichtet, nach Ruinensicherung heute Teilnutzung. |           |
| Kloster Verchen                      | Verchen                                            | 1191/1194–um 1534      | Benediktinerinnen / Communität Christusbruderschaft | Ältestes pommersche Frauenkloster, gestiftet um 1191/94 von Heinrich und Borts Rannus auf dem Klosterberg. Die Nonnen kamen 1269 von Marienwerder nach Verchen . 1270 Beginn mit dem Kirchenbau, 1462 Marienbruderschaft, 1534 Inventarisierung durch Herzog Barnim IX. Seit 2004 Orden Communität Christusbruderschaft Selbitz. |           |
| Kloster Bergen auf Rügen             | Bergen auf Rügen Koord.                            | 1193                   | Benediktinerinnen / Zisterzienserinnen              | Durch Fürst Jaromar I. von Rügen 1193 als Benediktinerinnenkloster gegründet, wurde es 1250 als Zisterzienserinnenkloster weitergeführt . Nach heftigem Widerstand 1569 in ein evangelisches adeliges Damenstift umgewandelt, im Dreißigjährigen Krieg verwüstet und geplündert, danach Hospital und Lazarett, 2005 als kulturelle Begegnungsstätte wiedereröffnet. |           |
| Kloster Eldena (Vorpommern)          | Eldena (Greifswald) Koord.                         | 1199                   | Zisterzienser                                       | 1204 durch Papst Innozenz III. bestätigt. Bedeutendste Leistung waren die Gründung Greifswalds in der ersten Hälfte des 13. Jahrhunderts und unter Mitwirkung von Abt Sabellus 1456 die Errichtung der Greifswalder Universität. 1535 wurde die Abtei aufgehoben und in ein fürstliches Amt verwandelt. Der Abbruch der Klausurgebäude erfolgte zum größten Teil im Dreißigjährigen Krieg. |           |
| Komturei Kraak                       | Kraak Koord.                                       | 1217                   | Johanniter                                          | Gegründet in Sülstorf, Kirchenbau mit Sülstorfer Komtur 1275, um 1315 nach Kraak verlegt und dort Sitz des Komturs. 1552 Aufhebung und Säkularisation, 1562 Johannitergebäude als Jagdhaus landesherrlicher Besitz, erhalten sind nur die Kirchen in Sülstorf und Kraak. |           |
| Kloster Sonnenkamp                   | Neukloster Koord.                                  | 1219                   | Benediktinerinnen / Zisterzienserinnen              | Als Kloster Sonnenkamp durch Fürst Heinrich Borwin I um 1211 in Parkow als Benediktinerinnenkloster gegründet. 1245 wurden die Ordensregeln der Zisterzienserinnen eingeführt. In der Reformationszeit wurde das Kloster 1555 säkularisiert und ging danach in den Besitz Herzogs Ulrich über. |           |
| Kloster Dobbertin                    | Dobbertin Koord.                                   | 1220, 1234             | Benediktiner / Benediktinerinnen                    | 1220 Mönchskloster (OSB), 1234 Nonnenkloster gleichen Ordens, 1566 langandauernder Widerstand der Nonnen gegenüber der Reformation, trotz aller Versuche der mecklenburgischen Herzöge und Visitatoren 1570 noch katholisch. 1572 Umwandlung in ein evangelisches adliges Damenstift, 1918 Auflösung des Landesklosters, 1947 Landesalters- und Pflegeheim, 1962 Außenstelle der Bezirksnervenklinik Schwerin, 1991 Diakoniewerk Kloster Dobbertin gGmbH, von 1992 bis 2016 denkmal- und behindertengerechte Sanierung der gesamten Klosteranlage. Derzeit innere Restaurierung der Klosterkirche.                                    |           |
| Kloster Tempzin                      | Tempzin Koord.                                     | 1222                   | Antoniter                                           | Durch Fürst Heinrich Borwin I. von Mecklenburg gegründet, war mit Hospital die einzige Niederlassung der Antoniter im norddeutschen Raum. 1550 säkularisiert, Klosterkirche 1589 in evangelische Pfarrkirche umgewandelt, Mit Beginn des 20. Jahrhunderts Scheune, jetzt Begegnungsstätte und Pilgerherberge. |           |
| Stift Güstrow                        | Güstrow Koord                                      | 1226–1552              | Kollegiatstift                                      | Durch Fürst Heinrich Borwin II. 1226 gegründet. Dompropst Gerd Oemke war mit Luther befreundet und setzte sich 1550 auf dem Sternberger Landtag für die Aufhebung des Kollegiatstiftes ein. Im Zuge der Reformation 1552 aufgehoben. |           |
| Komturei Mirow                       | Mirow Koord.                                       | 1226                   | Johanniter                                          | Spätestens um 1242 zur Komturei entwickelt, Ordenshaus war eine Ritter- und Priesterkommende, seit 1552 Komturei den mecklenburgischen Prinzen vorbehalten, nach langem Besitzstreit 1648 säkularisiert. Die Komtureigebäude wurden zwischen 1749 und 1760 als Schloss zur fürstlichen Residenz ausgebaut, die 1945 zerstörte Kirche wurde 1951 wieder aufgebaut. |           |
| Kloster Eldena (Eldena)              | bei Eldena im Landkreis Ludwigslust-Parchim Koord. | Zwischen 1229 und 1235 | Benediktinerinnen / Zisterzienserinnen              | Gegründet von Bischof Gottschalk von Ratzeburg und 1291 bestätigt durch Bischof Konrad von Ratzeburg. Urkundliche Ersterwähnung 1307 1555 wurde das Nonnenkloster säkularisiert, der Grundbesitz wurde fürstliche Domäne, 1588 erfolgte die Auflösung des Klosters. |           |
| Kloster Rehna                        | Rehna Koord.                                       | 1230                   | Benediktinerinnen / Prämonstratenserinnen           | Gründung als Benediktinerinnenkloster von Frater Ernestus, 1237 von Bischof Ludolf von Ratzeburg bestätigt, 1319 Übergang des Konvents zum Prämonstratenserorden, 1552 säkularisiert, 1576 bis 18. Jahrhundert Leibgedinge von Herzogswitwen und Prinzessinnen, danach bis 1819 Amtsgebäude, bis 1914 Forstamt, später Schule, nach 1997 Sanierung und Amtsgebäude. |           |
| Kloster Rühn                         | Rühn Koord.                                        | 1232                   | Benediktinerinnen / Zisterzienserinnen              | Als Benediktinerinnenkloster durch Bischof Brunward von Schwerin gegründet, nach Visitationen 1549 und 1557 Umwandlung in ein evangelisches adliges Damenstift, dem 1581 eine Mädchenschule angegliedert wurde. Im Dreißigjährigen Krieg zerstört, teilweise wieder aufgebaut, 1756 geschlossen und danach Sitz des herzoglichen Domanialamtes Bützow-Rühn, nach 1945 Waisenhaus, 1950 bis 1990 Jugendwerkhof, ab 2008 Sanierung durch den Klosterverein Rühn. |           |
| Franziskanerkloster Schwerin         | Schwerin                                           | 1236                   | Franziskaner                                        | 1287 Kirchenbau vollendet, 1552 säkularisiert, danach Burg- und Fürstenschule, bald Teilabriss, später Kanzlei und Kornspeicher, heute Kollegienhaus. |           |
| Kloster Klatzow                      | Klatzow a. d. Tollense                             | 1239                   | Benediktinerinnen                                   | Ersterwähnung 1239, als Herzog Wartislaw III. den Clatzower Nonnen die Kirche Hohenmocker verlieh. Bereits 1245 verließen die Nonnen Clatzow und zogen auf den Marienwerder in der Peene bei Verchen. Die Nonnen gingen 1269 nach Verchen. |           |
| Komturei Krankow                     | Klein Krankow                                      | um 1240                | Deutscher Orden                                     | Gründungsjahr unbekannt, zwischen 1268 und 1355 zeitweilig Sitz eines Komturs in Mecklenburg, 1330 Niederlassung mit Ordenshof und Kapelle in Wismar bis 1356, Komturei Krankow 1356 an den Ritter Markwart von Stove verkauft. |           |
| Katharinenkloster Rostock            | Rostock Koord.                                     | 1243                   | Franziskaner                                        | Seit 1234 Franziskaner in Rostock nachweisbar, 1269 wurde die Kirche und 1285 das Kloster genannt. 1531 Schließung der Kirche, 1534 aufgehoben, danach Armenhaus, Waisenhaus, beim Stadtbrand 1677 Klosterkirche bis auf den Chor abgebrannt, später Lazarett, Zuchthaus, Industrieschule, „Irrenanstalt“, im 20. Jahrhundert Altenheim, nach umfangreicher Sanierung von 1998 bis 2001 Hochschule für Musik und Theater. |           |
| Franziskanerkloster Parchim          | Parchim                                            | 1246                   | Franziskaner                                        | Ersterwähnung 1246 zwischen Parchimer Alt- und Neustadt, 1347 Streit zwischen Parchimer Geistlichen und den Franziskanern, der bis nach Rom ging. 1540 Schließung der Kirche, nach Einführung der Reformation verödete das Kloster, 1552 säkularisiert, danach Schule, 1560 Abriss einiger Gebäude, die Steine wurden zum Bau der Festung Dömitz verwandt. |           |
| Franziskanerkloster Neubrandenburg   | Neubrandenburg                                     | 1248–1540/52           | Franziskaner                                        | 1287 urkundliche Erwähnung, 1535 Schließung der Kirche. Zwischen 1540 und 1552 wurde das Kloster aufgelöst. 1567 an die Stadt zur Einrichtung als Hospital für arme Adlige und Notleidende, danach städtisches Altenheim, heute Regionalmuseum. Neugründung 1998–2004 |           |
| Katharinenkloster Stralsund          | Stralsund Koord.                                   | 1251                   | Dominikaner / Brigitten                             | Fürst Jaromar II. von Rügen stiftete 1251 das Kloster. 1317 Kirchenbau vollendet, im Zuge der Reformation wurden 1525 die Kirche und die Mönchszellen schwer demoliert. Beim Stralsunder Kirchenbrechen wurden die Brigittinerinnen von Marienkrone in das Kloster eingewiesen, ab 1560 Gymnasium und Waisenhaus, 1678 von den Schweden als Arsenal genutzt, danach Zeughaus. 1902 ging die Klosterkirche an die Stadt, seit 1953 Kulturhistorisches Museum Stralsund, das heutige Deutsche Meeresmuseum. |           |
| Johanniskloster Stralsund            | Stralsund Koord.                                   | 1254–1252              | Franziskaner                                        | Durch Fürst Jaromar II. begannen 1254 Franziskaner mit dem Bau des Klosters. 1525 wurde das Kloster geplündert, die Kirche verwüstet, Altäre und Bilder zerstört. Nach der Aufhebung 1552 übernahm die Stadt den Besitz, danach Armenhaus und Krankenstube. 1624 Kirche abgebrannt, 1825 Taubstummenanstalt, 1944 durch Luftangriff der Chor vernichtet, ab 1963 Stralsunder Stadtarchiv, Bibliothek und Konzertsaal. |           |
| Dominikanerkloster Greifswald        | Greifswald                                         | 1254–1534              | Dominikaner                                         | Fürst Wartislaw III. gründete 1254 das Kloster. Der Konvent erlangte hervorragendes Ansehen. 1517/18 bestand im Kloster ein studium logicae und 1519 ein studium theologiae. 1534 säkularisiert, blieben die Dominikaner noch bis 1562. Nach Streit um den Besitz der Klostergebäude erhielt 1566 die Universität alle Gebäude. Heute ist davon nichts mehr erhalten. |           |
| Augustinerkloster Ueckermünde        | Ueckermünde                                        | 1260                   | Augustinerchorherren                                | Augustinerchorherren der Kongregation von St. Viktor in Paris ließen sich 1260 in Ueckermünde nieder. Herzog Barnim I. stattete die Neugründung mit 60 Hufen in der Heide Sidelowe aus und verlieh ihr 1270 das Patronat der Pfarrkirche St. Nikolai, doch schon 1276 wurde das Kloster nach Gobelenhagen (Hagen) bei Pölitz verlegt. |           |
| Dominikanerkloster Pasewalk          | Pasewalk                                           | 1277                   | Dominikaner                                         | Gegründet 1277 von den Markgrafen von Brandenburg, in deren Besitz Pasewalk 1250 gekommen war. Der Konvent gehörte im 15. Jahrhundert der Holländischen Kongregation an. Die Auflösung des Klosters begann 1532 durch Misshandlung der Ordensleute beim Aufruhr in der Stadt und endete 1535 nach der Kirchenvisitation. Die Gebäude des Klosters verfielen, heute gibt nur es noch eine Klosterstraße. |           |
| Komturei Gardow                      | Gardow                                             | 1285/86                | Johanniter                                          | Markgraf Albrecht III. übergab neben einigen Dörfern 1285 auch die Feldmark Gardow bei Fürstenberg dem Johanniterorden. Erster Komtur in Gardow war Ulrich Swabe. Die Komturei ging 1322 nach Klein Nemerow (siehe Komturei Nemerow). Dorf nach 1583 untergegangen., an die einstige Johanniterniederlassung erinnert das in der Neuzeit entstandene Vorwerk Comthurey. |           |
| Komturei Nemerow                     | Groß Nemerow                                       | 1298                   | Johanniter                                          | Komtur Ulrich Swabe gründete 1298 in dem von ihm erworbenen Dorf Klein Nemerow eine Komturei. Der Besitz der Komturei Gardow wurde mit einverleibt, dazu entstand noch eine Priester-Priorei. 1552 säkularisiert, Besitz ging an Jochim von Holstein, Kirche auf dem Komtureihof wurde in ein Hühnerhaus verwandelt, bis 1693 Proteste des Ordens, heute nur noch Ruine der Klosterscheune vorhanden. |           |
| Stift Bützow                         | Bützow Koord                                       | 1248                   | Kollegiatstift                                      | Bischof Wilhelm von Schwerin erhob 1248 die Bützower Hauptkirche zu einer der hl. Maria, dem hl. Evangelisten Johannes und der hl. Elisabeth geweihten Domkirche mit dem Kollegiatstift. 1378 wurde eine Stiftsschule genannt, nach der zwischen 1532 und 1540 erfolgten Säkularisation evangelische Pfarrkirche. |           |
| Stift Strelitz                       | Strelitz-Alt                                       | vor 1355               | Prämonstratenser-Kollegiatstift                     | Gestiftet von Otto von Fürstenberg zwischen 1349 und 1355, erste urkundliche Erwähnung 1366, nochmals 1417, nur wenige Nachrichten. |           |
| St.-Jacobs-Stift Rostock             | Rostock Koord                                      | 1487                   | Kollegiatstift                                      | Von Herzog Magnus II. 1487 nach heftigem Streit mit der Stadt errichtet. Beim Aufruhr anlässlich der Einweihung 1487 wurde der Stiftspropst und herzogliche Kanzler erschlagen. Das Kollegiatstift bestand aus 12 Kanonikern. 1531 setzte der Rat der Stadt die Reformation durch. Die Domkirche wurde 1942 schwer beschädigt, 1957 Abbruch der Seitenschiffe und 1959 des Chores sowie 1960 Restbeseitigung am Turm. |           |
| Stift St. Nikolaus Greifswald        | Greifswald Koord.                                  | 1456                   | Kollegiatstift                                      | Mit der Errichtung der Greifswalder Universität wurde 1457 die Nikolaikirche vom Camminer Bischof Henning Iven zur Kollegiatstiftskirche erhoben. Der Propst war Vorsteher des Stifts und der Greifswalder Geistlichkeit und übte nach kanonischem Recht die Gerichtsbarkeit über Geistliche und Laien aus. Die Stiftskanoniker waren Dozenten und viele von ihnen Rektoren der Greifswalder Universität, die Stiftskirche war zugleich Universitätskirche. Mit Einführung der Reformation verlor St. Nikolai seinen Charakter als Kollegiatkirche und seine Verbindung mit der Universität. St. Nikolai ist heute evangelischer Dom. |           |
| Kloster Malchow                      | Malchow Koord.                                     | vor 1274               | Magdalenerinnen (Büßerinnen) / Zisterzienserinnen   | Vor 1274 als Kloster der Büßerinnen in Neu Röbel gegründet, 1298 durch Bischof Gottfried I. von Schwerin nach Alt Malchow verlegt, 1274 Umwandlung in Zisterzienserinnenkloster erstmals in einer päpstlichen Urkunde erwähnt. Nach der Reformation 1572 Umwandlung in ein evangelisches adliges Damenstift, 1920 dem Freistaat Mecklenburg-Schwerin übereignet, von 1945 Klostergebäude als Wohnungen genutzt, in der 1888/90 erbauten gotischen Kirche heute das Mecklenburgische Orgelmuseum. |           |
| Kloster Bethlehem                    | Bützow                                             | 1468                   | Schwestern vom gemeinsamen Leben / Augustinerinnen  | Von Augustinerinnen des Lübecker Segeberghauses und des Michaeliskonvents 1468 in Bützow vor dem Rostocker Tor gegründet, durch Bischof Werner Wolmers von Schwerin 1469 mit einer Ordnung bestätigt. Nach der Reformation im Stiftsland Bützow wurde das Kloster von Elisabeth, der Gemahlin des Herzog Ulrich, in ein Hospital (Raths-Armenhaus) umgewandelt. Die Schwestern vom gemeinsamen Leben lebten nach den Regeln des hl. Augustinus. |           |
| Kloster Zarrentin                    | Zarrentin                                          | 1246                   | Zisterzienserinnen                                  | Gegründet 1246 von Gräfin Audacia von Schwerin und Sohn Graf Gunzelin III., 1252 durch Bischof Friedrich von Ratzeburg bestätigt. 1282 Eintritt der Prinzessin Margarethe von Dänemark in den Konvent, 1535 Kirchenvisitation. Auf Befehl des Herzogs Johann Albrecht I. Kloster 1555 aufgehoben, danach Kornhaus, Brauerei, Amtsverwaltung und Amtsgericht, Hengstdepot, Jugendherberge, nach 1945 Kaserne, Wohnungen und kommunale Einrichtungen. |           |
| Kloster Neuenkamp                    | Franzburg Koord.                                   | vor 1231               | Zisterzienser                                       | Durch Fürst Wizlaw I. von Rügen 1231 gegründet, 1233/34 durch Mönche aus dem Zisterzienserkloster Altenkamp besiedelt, vor 1300 Verlegung des Konvents nach Franzburg und Bau der Kirche, später auch noch eines Hospitals. 1525 Visitation, 1534 Auflösung des Klosters durch Herzog Philipp I., Neuenkamp wurde landesherrliche Domäne. Abt Johann Molner erhielt 1534 als Wohnstätte den Kampischen Hof in Stralsund. 1578 baute Herzog Bogislaw XIII. anstelle des Klosters ein Schloß und legte 1587 daneben eine Stadt an. |           |
| Kloster Krummin                      | Krummin                                            | 1302/03                | Zisterzienserinnen                                  | Durch Fürst Bogislaw IV. von Pommern 1302/03 als Tochterkloster der Zisterzienserinnenabtei Wollin an der Krumminer Wieck gegründet, 1305 Lossagung vom Mutterkloster. Die um 1260/70 erbaute Dorfkirche wurde Klosterkirche und war im Mittelalter Wallfahrtsziel. 1563 Aufhebung des Klosters durch Herzog Johann Friedrich, danach dem Amt Wolgast unterstellt. |           |
| Benediktinerkloster Wismar           | Wismar                                             | 1239                   | Benediktiner                                        | Zwischen 1180 und 1239 soll das Benediktinerkloster gegründet worden sein, urkundlich aber nicht nachweisbar. Wahrscheinlich Namensverwechslung mit dem Benediktinerkloster Cismar. |           |
| Franziskanerkloster Greifswald       | Greifswald                                         | 1262                   | Franziskaner                                        | 1262 gegründet, 1348 Erneuerung des Kirchenchores und Gestühls durch Greifswalder Patrizierfamilien, neben Klostergebäuden noch Brauerei und Beginenhaus. 1556 säkularisiert. Der letzte Guardian Simon Kamen übergab das Kloster mit Siegeln, Urkunden und der Bibliothek an den Rat der Stadt. Im Siebenjährigen Krieg Fouragemagazin, 1781–1790 teilweise abgebrochen und an der Stelle 1799 große Stadtschule, später Gymnasium errichtet, seit 1929 Heimatmuseum, heute Pommersches Landesmuseum. |           |
| Franziskanerkloster Wismar           | Wismar                                             | 1251                   | Franziskaner                                        | Kloster zum hl. Kreuz. 1525 setzte der Wismarer Rat den reformatorisch predigenden Bruder Heinrich Never als Guardian ein, der 1527 aus dem Franziskanerorden austrat. Danach begann die Auflösung des Wismarer Franziskanerkonvents. 1541 errichtete der Stadtrat eine Lateinschule, 1545 war das Kloster komplett konfisziert. Kirche blieb als Graumönchen-Kirche bis 1816 erhalten, Klostergebäude bis 1892 durch Schul-Neubauten ersetzt; heute hier Große Stadtschule Wismar. |           |
| Kloster Wanzka                       | Wanzka Koord.                                      | vor 1283               | Prämonstratenserinnen / Zisterzienserinnen          | Durch Markgraf Albrecht III. von Brandenburg gegründet. Die ersten Schwestern vermutlich Prämonstratenserinnen aus dem Stift Broda, 1290 Kirchweihe, 1341 Schule mit Internat im Kloster. In der Reformationszeit kamen 1549 schon Besitzungen unter fürstliche Verwaltung, 1555 Aufhebung des Klosters, 1568 noch acht Nonnen, 1584 als evangelisches Stift. 1833 Kirchenbrand. |           |
| Kloster Ivenack                      | Ivenack Koord.                                     |                        | Zisterzienserinnen                                  | Gegründet 1252 durch Ritter Reinbern von Stove, großes Feldkloster am Ivenacker See. 1555 wurden der letzten Äbtissin Anna von Kamptz zwei fürstliche Beamte und ein lutherischer Prediger beigeordnet. Nach Säkularisation 1556 unter landesherrlicher Verwaltung als Amt Ivenack, Klosterkirche im Dreißigjährigen Krieg zerstört, 1700 erneuert und 1867/68 umgebaut. |           |
| Kloster Hiddensee                    | Hiddensee Koord.                                   | 1296                   | Zisterzienser                                       | Durch Fürst Wizlaw II. von Rügen 1296 im heutigen Ort Kloster gegründet, 1298 Einzug der ersten Mönche aus dem Kloster Neuenkamp in die Zisterze, 1302 Bau einer Kapelle mit Turm und Leuchtfeuer auf dem Gellen. 1373 und 1389 Brände im Kloster, 1410 Neueinweihung der Klosterkirche. 1525 Visitation, im Zuge der Reformation 1536 Umwandlung in herzogliches Amt, im Dreißigjährigen Krieg verfielen die Klostergebäude. |           |
| Klarissenkloster Ribnitz             | Ribnitz-Damgarten Koord.                           | 1323                   | Klarissen                                           | Klosterbau ab 1325 als Stiftung von Heinrich II. (Mecklenburg), 1329 Einzug der ersten Nonnen. Im Dezember 1599 in ein evangelisches Damenstift umgewandelt. Im Haus der Stiftsvorsteherin und in den angrenzenden Gebäuden befindet sich eine Ausstellung zur Kloster- und Stiftsgeschichte und das Deutsche Bernsteinmuseum. |           |
| Schwarzes Kloster (Wismar)           | Wismar Koord.                                      | 1293                   | Dominikaner                                         | Gegründet 1293 durch Dietrich von Hameln, Bau des Klosters 1319–1329 und Kirchenchores 1381–1397. Die Wismarer Dominikaner gelangten zu hohem Ansehen. 1562 Liquidationsurkunde des Konvents, Kloster wurde Armenhaus, 1689 die Kirche ein Waisenhaus. Seit 1880 Bürgerschule, im Chor der Kirche eine Turnhalle und darüber die Aula, 1875–1878 Kirche abgetragen, heute Reste des Refektoriums im Hof. |           |
| Kloster zum Heiligen Kreuz (Rostock) | Rostock Koord.                                     | 1270                   | Zisterzienserinnen                                  | Zwischen 1269 und 1272 einer Legende nach unter Mitwirkung von Königin Margarethe von Dänemark gegründet, 1276 durch Papst Innozenz V. bestätigt und unter seinen Schutz gestellt. 1533 und 1534 erste Reformversuche, bis 1562 Verweigerung der Glaubensänderung, 1584 Umwandlung in ein evangelisches Damenstift. 1920 dem Freistaat Mecklenburg-Schwerin übereignet, heute Kulturhistorisches Museum Rostock. |           |
| Johanniskloster Rostock              | Rostock Koord.                                     | 1256                   | Dominikaner                                         | Um 1265 gegründet, Kirchenbau 1306 begonnen und erst 1329 geweiht. 1531 nach Durchsetzung der Reformation aufgelöst, 1534 Beschwerde der Familie von Bülow wegen Schließung des Konvents. 1566 Klosteranlage abgerissen, Klosterkirche erst 1831 abgerissen, Reste um 1950 beseitigt. |           |
| Kommende Eichsen                     | Mühlen Eichsen Koord.                              | um 1200                | Johanniter                                          | Um 1200 schenkten die Grafen Heinrich und Gunzelin von Schwerin dem Orden das Pfarrgut in Eichsen. Diese Besitzungen bildeten den Hauptbestandteil der Priorei. Streitigkeiten mit den Ratzeburger Bischöfen um die Patronatsrechte endeten 1283 zugunsten der Johanniter. Zwischen 1419 und 1508 war die Priorei Wallfahrtsort, 1442 wurde Herzog Heinrich IV. mit Familie in die Bruderschaft aufgenommen. 1552 Aufhebung der Priorei, Besitzungen gab Herzog Johann Albrecht an seinen Kanzler Johann von Lucka, ab 1560 an Anna Sophie von Brandenburg, die Gemahlin Johann Albrechts.                                            |           |
| Augustinerkloster Anklam             | Anklam Koord.                                      | 1310                   | Augustiner                                          | Die Klosterkirche war dem hl. Kreuz geweiht. 1415 gemeinsame Lehranstalt mehrerer Augustinerklöster. 1530 übernahm der Anklamer Magistrat das Kloster. 1530 Gebäude durch Blitzschlag beschädigt, 1535 nach Auflösung weitere Gebäude abgebrochen, 1543 lebten noch zwei Mönche. Heute nichts mehr vorhanden. |           |
| Kartäuserkloster Marienehe           | Rostock Koord.                                     | 1396                   | Kartäuser                                           | Durch Rostocker Bürgermeister Winold Bagget 1396 gegründet, einziges Kartäuserkloster in Mecklenburg, Einwilligung durch Herzog Albrecht III. 1396. Herzog Johann Albrecht ließ 1552 die Kartause durch 300 Bewaffnete aufheben. Bis 1559 abgebrochen und die Steine zum Bau des Güstrower Schlosses verwendet. |           |
| Michaeliskloster Rostock             | Rostock Koord.                                     | 1462                   | Brüder vom gemeinsamen Leben                        | Beherbergte eine bedeutende Druckerei und Buchbinderei des ausgehenden Mittelalters. Bis 1531 aufgelöst, dann Studentenherberge, Zeughaus, Wollmagazin und Getreidelager. Um 1900 diente es als Umspannwerk, 1942 bei einem britischen Bombenangriff vollständig ausgebrannt, in den 1950er-Jahren wiederhergestellt und der evangelisch-methodistischen Gemeinde übertragen. Der Westflügel erhielt 1994 sein historisches Äußeres zurück und dient der Universitätsbibliothek Rostock als Unterkunft. |           |
| St. Annen und Brigitten              | Stralsund Koord.                                   | 1421                   | Erlöserorden                                        | 1421 Doppelkloster für Nonnen und Mönche, 1446 Beginn Kirchenbau, 1470 geweiht. Beim Stralsunder Kirchenbrechen 1525 wurden die Klostergebäude und die Kapelle zerstört. Die Nonnen zogen 1525 in das Katharinenkloster. In den Folgejahren wurden die Gebäude als Fachwerkhäuser neu errichtet und dienten über mehrere Jahrhunderte als Wohngebäude. 1948–1988 von der Neuapostolischen Gemeinde genutzt, 2004–2008 umfassende Sanierung, nun Stadtverwaltung. |           |
| Augustinereremitenkloster Sternberg  | Sternberg                                          | um 1500                | Augustiner-Eremiten                                 | Als „Augustinereremitenkloster Heiliges Grab“ von Herzog Magnus II. 1500 an jener Stelle, wo einst die im Fürstenhof geraubten und geschändeten Hostien vergraben waren, errichtet. 1496 Heilig-Blut-Kapelle, 1503 Bruderschaft des Heiligen Blutes und der heiligen Anna. Nach Visitation 1520 erfolgte 1524 Schließung der Kirche und 1527 die Auflösung des Konvents. Noch 1562 sandte die Äbtissin Ursula vom Ribnitzer Klarissenkloster sieben Wallfahrer nach Sternberg. |           |
| Dominikanerkloster Röbel             | Röbel/Müritz                                       | 1285/87                | Dominikaner                                         | In Nachfolge des nach Malchow verlegten Magdalenerinnenklosters; vor 1558 aufgelöst, bis 1603 abgerissen. |           |
| Franziskanerkloster Güstrow          | Güstrow                                            | 1509                   | Franziskanerobservanten                             | Am Ort der 1503 durch Brand zerstörten Heiligen-Bluts-Kapelle gegründet. 1550 Schließung der Kirche, 1552 säkularisiert und aufgelöst, danach Schule, erhalten hat sich der Name Klosterhof. |           |

## Neugegründete Konvente nach 1900
| Name                                | Ort            | s Zeit    | Orden | Bemerkungen | Abbildung |
| ----------------------------------- | -------------- | --------- | --- | --- | --------- |
| St.-Otto-Heim                       | Zinnowitz      | 1916      | Marienschwestern von der Unbefleckten Empfängnis/Arme Schulschwestern vom Dritten Orden des heiligen Franziskus Seraphikus (TOR) | Konvent im St.-Otto-Heim (Begegnungs- und Ferienstätte), 1916–2004 Marienschwestern, seitdem Konvent der Armen Schulschwestern.                |           |
| Gemeinschaft der Salvatorianerinnen | Stralsund      | 1997      | Salvatorianerinnen | Zwei Schwestern leben in einer Wohnung im Caritas-Seniorenzentrum St. Josef und sind in der Altenheimseelsorge tätig.                          |           |
| Franziskanerkloster Neubrandenburg  | Neubrandenburg | 1998–2004 | Franziskaner | Neugründung 1998 im historischen Franziskanerkloster, dann 2004 Umsiedlung nach Waren (Müritz)                                                 |           |
| Franziskanerkloster Waren           | Waren (Müritz) | 2004      | Franziskaner | Seit Umzug aus Neubrandenburg betreuen die Franziskaner ab 2004 die Pfarrgemeinde Heilig Kreuz Waren und sind in der Gefängnisseelsorge tätig. |           |
| Kloster Verchen                     | Verchen        | 2004      | Communität Christusbruderschaft                                                                                                  | Seit 2004 Orden Communität Christusbruderschaft Selbitz im ehemals ältesten pommerschen Frauenkloster.                                         |           |